# Unione Sportiva "Sempre Avanti" Piombino 1932-1933
Questa voce raccoglie le informazioni riguardanti l'Unione Sportiva "Sempre Avanti" Piombino nelle competizioni ufficiali della stagione 1932-1933.

## Divise
| Casa |

## Rosa
| N. |                   | Ruolo | Calciatore       |
| -- | ----------------- | ----- | ---------------- |
|    | Italia (bandiera) | A     | Renato Badiani   |
|    | Italia (bandiera) | C     | Dino Benti       |
|    | Italia (bandiera) | D     | Gino Bianchi     |
|    | Italia (bandiera) | C     | Mameli Canova    |
|    | Italia (bandiera) | C     | Guido Chiti (II) |
|    | Italia (bandiera) | D     | Garosi           |
|    | Italia (bandiera) | C     | Grevi            |
|    | Italia (bandiera) | A     | Alberto Guasconi |

| N. |                   | Ruolo | Calciatore         |
| -- | ----------------- | ----- | ------------------ |
|    | Italia (bandiera) | A     | Guido Guasti       |
|    | Italia (bandiera) | P     | Artemio Mangini    |
|    | Italia (bandiera) | C     | Rolando Marianelli |
|    | Italia (bandiera) | D     | Marini             |
|    | Italia (bandiera) | C     | Francesco Masini   |
|    | Italia (bandiera) | P     | Pasquinelli        |
|    | Italia (bandiera) | D     | Sergio Pitti       |
|    | Italia (bandiera) | C     | Ugo Pucci          |

## Risultati

### Prima Divisione

#### Girone di andata
| Carrara 2 ottobre 1932 1ª giornata | Carrarese P. Binelli | 4 – 1 | Sempre Avanti | Campo Viale XX Settembre |

| Piombino 9 ottobre 1932 2ª giornata | Sempre Avanti | 2 – 1 | Prato | Campo Giuseppe Salvestrini |

| Lucca 16 ottobre 1932 3ª giornata | Lucchese | 2 – 1 | Sempre Avanti | Stadio San Marco |

| Piombino 23 ottobre 1932 4ª giornata | Sempre Avanti | 1 – 1 | Vezio Parducci Viareggio | Campo Giuseppe Salvestrini |

| Firenze 6 novembre 1932 5ª giornata | Fiorentina B | 7 – 0 | Sempre Avanti | Stadio Giovanni Berta |

| Massa 13 novembre 1932 6ª giornata | Angelo Belloni | 1 – 2 | Sempre Avanti | Stadio Dina dalle Piane |

| Piombino 20 novembre 1932 7ª giornata | Sempre Avanti | 3 – 1 | Le Signe | Campo Giuseppe Salvestrini |

| Arbitro: | Salvi (Napoli) |

|                |           |  |
| Caccialupi 46’ | Marcatori |  |

| Montevarchi 11 dicembre 1932 9ª giornata | Aquila Montevarchi | 6 – 0 | Sempre Avanti | Campo Polisportivo Brilli-Peri |

| Piombino 18 dicembre 1932 10ª giornata | Sempre Avanti | 2 – 1 | Arezzo | Campo Giuseppe Salvestrini |

| Arbitro: | Mazza (Torre del Greco) |

|                                         |           |                          |
| Canova 33’, 35’ Badiani 62’, 65’ (rig.) | Marcatori | 66’, 82’, 87’ Pulcinelli |

| Arbitro: | Cugnini (Ancona) |

|                          |           |  |
| Zini 1’, 12’ Viviani 30’ | Marcatori |  |

| Arbitro: | Buonvignati (Roma) |

|                                                   |           |           |
| Marianelli 1’ Badiani 32’ Masini 42’ Guasconi 75’ | Marcatori | 5’ Fenini |

#### Girone di ritorno
| Arbitro: | Lenzi (Firenze) |

|                                        |           |              |
| Badiani 35’, 57’ Canova 36’ Masini 46’ | Marcatori | 44’ Franzoni |

| Prato 5 febbraio 1933 15ª giornata | Prato | 5 – 0 | Sempre Avanti | Campo Vittorio Veneto |

| Piombino 2 aprile 1933 16ª giornata                                      | Sempre Avanti | 1 – 2 (1 – 2) referto   | Lucchese | Campo Giuseppe Salvestrini |
| \| \| \| \| \| Marianelli 45’ \| Marcatori \| 6’ Marianetti 21’ Petri \| |               |                         |          |                            |
|                                                                          |               |                         |          |                            |
| Marianelli 45’                                                           | Marcatori     | 6’ Marianetti 21’ Petri |          |                            |

| Viareggio 27 febbraio 1933 17ª giornata | Vezio Parducci Viareggio | 3 – 2 | Sempre Avanti | Campo Polisportivo |

| Piombino 5 marzo 1933 18ª giornata | Sempre Avanti | 2 – 3 | Fiorentina B | Campo Giuseppe Salvestrini |

| Piombino 12 marzo 1933 19ª giornata | Sempre Avanti | 5 – 3 | Angelo Belloni | Campo Giuseppe Salvestrini |

| Signa 19 marzo 1933 20ª giornata | Le Signe | 3 – 1 | Sempre Avanti | Stadio del Bisenzio |

| Piombino 26 marzo 1933 21ª giornata | Sempre Avanti | 4 – 0 | Grosseto | Campo Giuseppe Salvestrini |

| Arbitro: | Mattea (Torino) |

|                           |           |                   |
| Canova 40’ Marianelli 67’ | Marcatori | 10’, 39’ Lemmetti |

| Arbitro: | Saraceni (Roma) |

|               |           |  |
| Puccinelli 9’ | Marcatori |  |

| Pisa 23 aprile 1933 24ª giornata | Pisa | 1 – 0 | Sempre Avanti | Campo del Littorio |

| Arbitro: | Bonifazi (Roma) |

|                                          |           |                     |
| Canova 19’, 88’ Badiani 62’ Guasconi 78’ | Marcatori | 1’ Viviani 63’ Zini |

| Arbitro: | Civitarese (Chieti) |

|                                    |           |                |
| Fenini 17’, 66’ Fedolfi 60’ (rig.) | Marcatori | 1’, ?’ Badiani |